# Tretjakovskaja (metrostation Moskou)
Tretjakovskaja (Russisch: Третьяковская) is een station van de Moskouse metro met een overstap op hetzelfde perron. Het station wordt zowel door de Kaloezjsko-Rizjskaja-lijn (lijn 6) als door de Kalininsko-Solntsevskaja-lijn (lijn 8) bediend. De naam dankt het station aan de nabijgelegen Tretjakovgalerij. 

## Geschiedenis
In 1965 werd een nieuw ontwikkelingsplan voor de metro opgesteld. Hierin werden o.a. drie nieuwe verbindingen door het centrum opgenomen, die alle drie het sluitsuk moesten vormen van hun lijn. Het noordelijke en zuidelijke deel van lijn 6 waren al sinds resp. 1958 en 1962 in bedrijf. Het zuidelijke deel van lijn 7 is in 1966 geopend en ten noordwesten van het centrum was de Krasnopresnensko-radius gepland. Deze laatste zou volgens de plannen van 1932 onderdeel worden van de oost-westlijn. Er werd echter besloten om de oost-westlijn (lijn 8) zuidelijker te leggen dan in de plannen van 1932 en de Krasnopresnensko-radius als noordelijk deel van lijn 7 te gebruiken. De oost-westlijn ten oosten van de ringlijn zou worden gebouwd als Kalininsko-radius, terwijl als westelijk deel een van de twee lijnen, de huidige lijnen 3 en 4, ten westen van het Kremlin zou worden aangesloten. Het sluitstuk van lijn 6 werd meteen gepland met twee stations met overstaps op hetzelfde perron respectievelijk naar lijn 7 en 8. De zuidelijkste van die twee is Tretjakovskaja voor de overstap tussen de lijnen 6 en 8.

Schematische weergave van het station en station Novokoeznetskaja

Om de overstap tussen lijn 6 (oranje) en 8 (geel) mogelijk te maken werd het station bij Novokoeznetskaja (groen) in oost-west richting gelegd. Lijn 6 ligt noord-zuid en neemt aan beide kanten van het station een bocht om parallel aan de geplande oost-west lijn te komen. De zuidelijke perronhal van het station werd op 3 januari 1971 onder de naam Novokoeznetskaja geopend als onderdeel van het traject Oktjabrskaja – Plosjtsjad Nogina. De treinen in zuidelijke richting reden via overloopwissels om het zuidelijke perron te bereiken. Op 11 januari 1986 was de noordelijke hal gereed en sindsdien rijden de treinen naar het zuiden langs de zuidkant van het noordelijke perron. Op 25 januari 1986 kwam het eerste deel van het sluitstuk van lijn 8 binnen de ringlijn in bedrijf. De treinen van lijn 8 gebruiken sindsdien de sporen langs de noordkant van de respectievelijke perrons en keren ten westen van het station via een keerspoor. Destijds was nog sprake van een doortrekking naar het westen via het stationscomplex bij de Leninbibliotheek hetgeen echter ten tijde van de Sovjet Unie niet is gerealiseerd. Pas in 2011 werd een nieuw plan voor de verlenging naar het westen gepresenteerd, nu via een nieuw te bouwen tunnel naar Park Pobedy via Delovoj Tsentr. Hoewel in 2017 werd aangekondigd dat de aanleg in 2021 van start zou gaan, liet de burgemeester van Moskou tijdens een vraaggesprek in maart 2019 weten dat er geen plannen zijn voor de aanleg, zodat ook dit traject op losse schroeven staat. 

### Aanslag
Op 1 januari 1998 vond een bomaanslag plaats in de verdeelhal van het station. Door de ontploffing van een op 150 gram TNT geschatte lading raakten drie mensen gewond. Het explosief werd ontdekt door een machinist die zijn verdenking meldde bij de dienstdoende officier op het station. Deze belde de politie, maar de bom ontplofte voor die ter plaatse was. Door de explosie raakte het diensthoofd en twee schoonmakers die in de buurt waren gewond.

## Overstappen
Tretjakovskaja kent twee naast elkaar gelegen perronhallen die via twee trappen in het midden van de perrons met elkaar verbonden zijn. Voor een overstap op de andere lijn in dezelfde richting is het voldoende om naar de andere kant van het perron te gaan. Reizigers op de Kaloezjsko-Rizjskaja-lijn die uit het noorden komen moeten voor een overstap altijd naar de andere perronhal, aangezien het noordelijke perron voor de treinen uit het oosten het eindpunt is. Het zuidelijke perron werkt de treinen van de Kaloezjsko-Rizjskaja-lijn naar Kitaj Gorod en die van de  Kalininsko-Solntsevskaja-lijn naar Marksistskaja af. Overstappen op hetzelfde perron wordt als handig voor de reizigers beschouwd maar is hier niet volledig en daarom een beetje verwarrend. Het station kent vier perronsporen en heeft twee nummers, 085 voor de Kalininsko-Solntsevskaja-lijn en 097 voor de Kaloezjsko-Rizjskaja-lijn. Naast de overstap binnen Tretjakovskaja kan worden overgestapt op Novokoeznetskaja aan de Zamoskvoretskaja-lijn.  Hiervoor zijn drie verbindingen beschikbaar, twee met roltrappen en één met een vaste trap.  De vaste trap verbindt het midden van de zuidelijke perronhal met het zuidelijke einde van het perron van Novokoeznetskaja. Tot 2011 waren er tourniquets die er voor zorgden dat de reizigers alleen richting Novokoeznetskaja konden lopen. Een geplande zelfde gang aan de noordkant is niet gerealiseerd al zijn de bijbehorende trappen in de noordhal wel gebouwd maar afgesloten met rolluiken. De roltrappen komen uit op het midden van het perron van Novokoeznetskaja, de roltrappen van de noordelijke perronhal zijn alleen in de richting van Tretjakovskaja te gebruiken, de andere in beide richtingen. Het station heeft geen eigen verdeelhal, de roltrappen aan de westkant van de perrons komen uit op een ondergrondse voetgangerstunnel die slechts één toegang, op de hoek van de Malaja Ordinkastraat en de Klimentovskilaan, kent.  

## Ontwerp en inrichting
Tretjakovskaja is een pylonenstation met twee perronhallen op 46 meter diepte.  Als eerste werd de zuidelijke perronhal gebouwd naar een ontwerp van de architecten V.G. Polikarpova en A.A. Marova. De pylonen en de tunnelwanden zijn daar bekleed met grijs marmer en de vloer is grijs graniet. De later gebouwde noordelijke perronhal is ontworpen door de architecten R.I. Pogrebni en V.Z. Filippova. Hier zijn de tunnelwanden bekleed met roze marmer en zijn bronzen portretten, van de hand van A.N. Borganov, van Russische kunstenaars aangebracht. De verlichting wordt verzorgd door lampen aan de bovenkant van de pylonen.

## Galerij

### Noordelijke perron

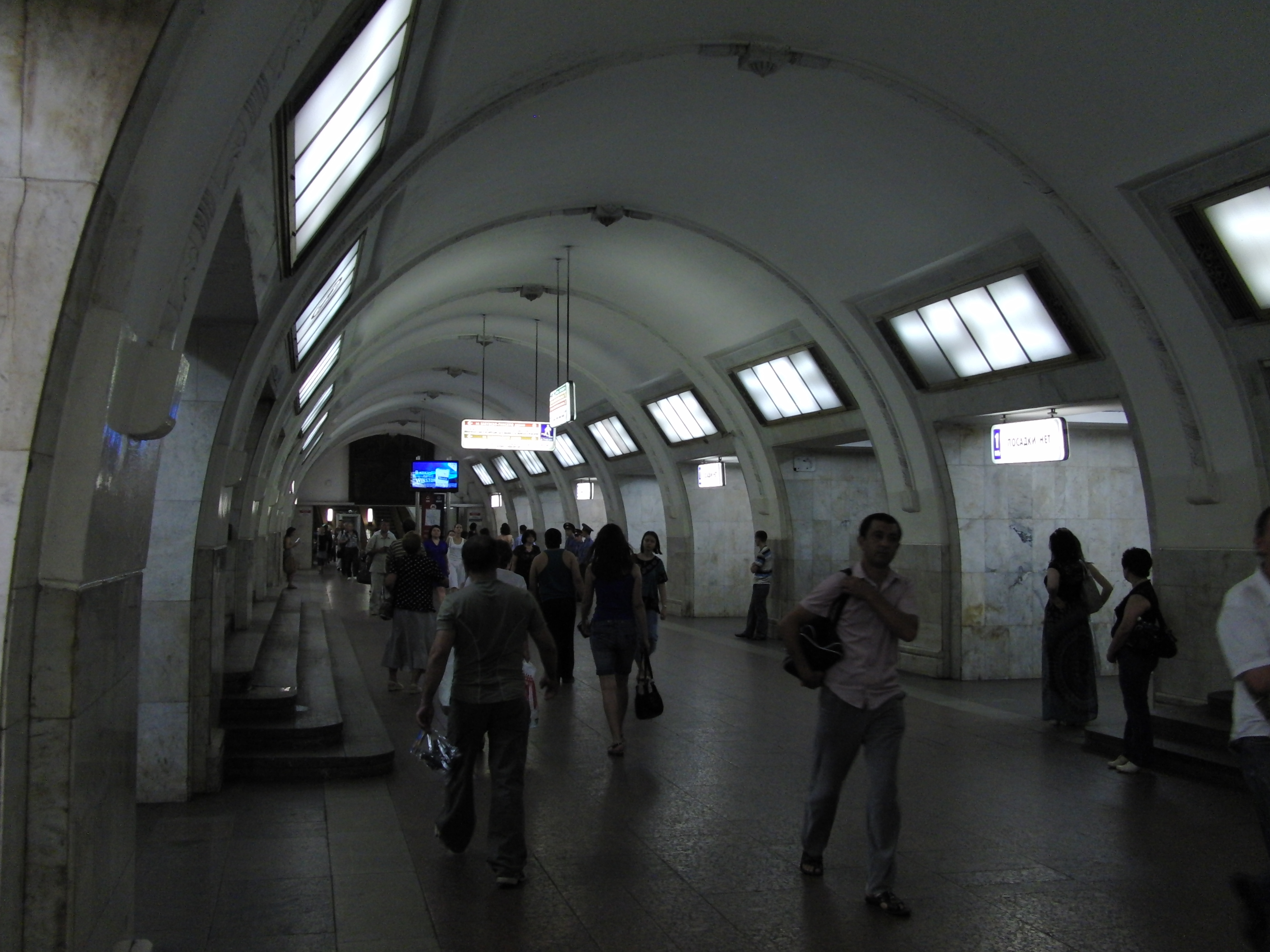
Middenhal
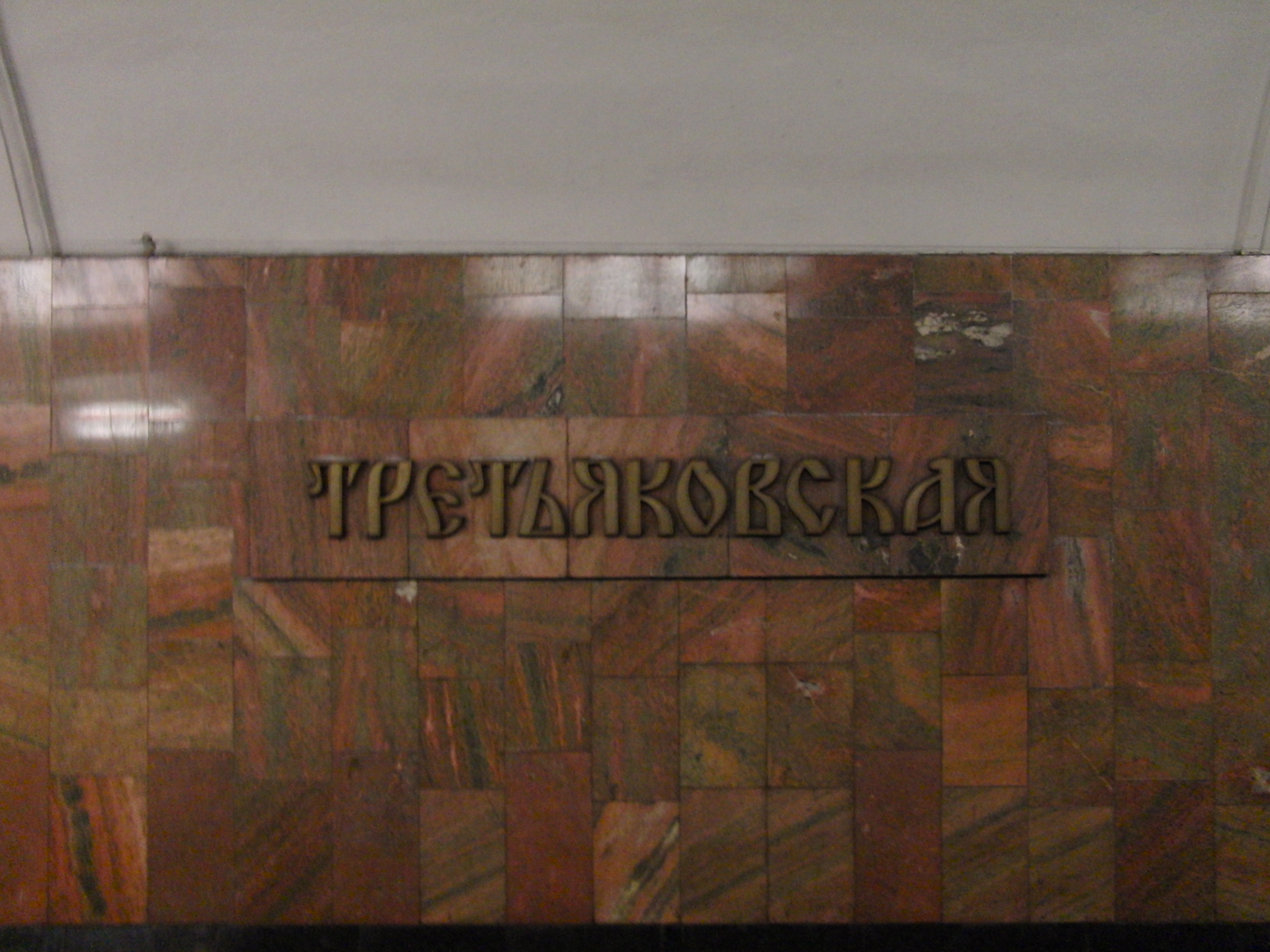
Naambord op de tunnelwand
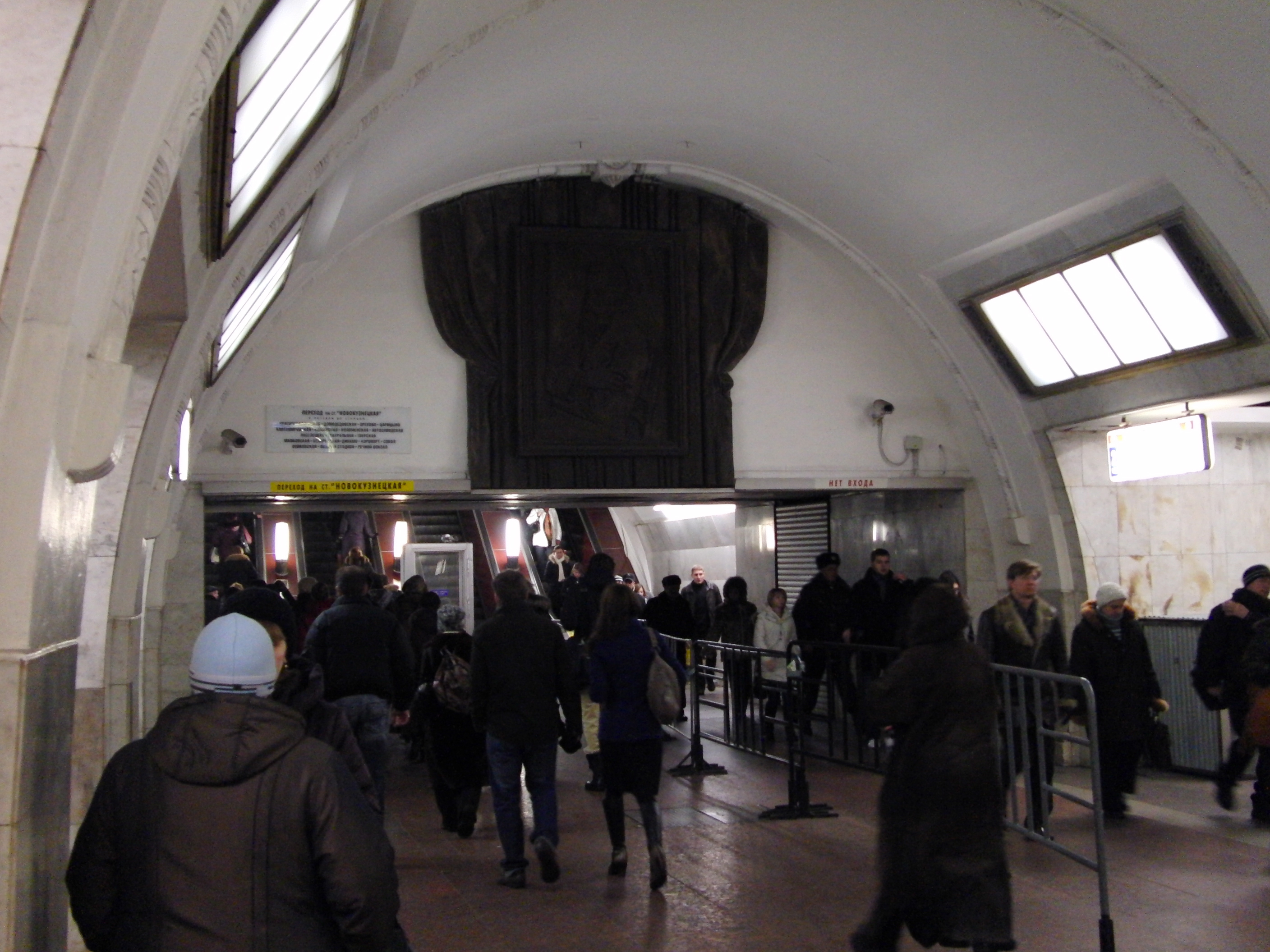
Roltrappen aan de oostkant

### Zuidelijke perron

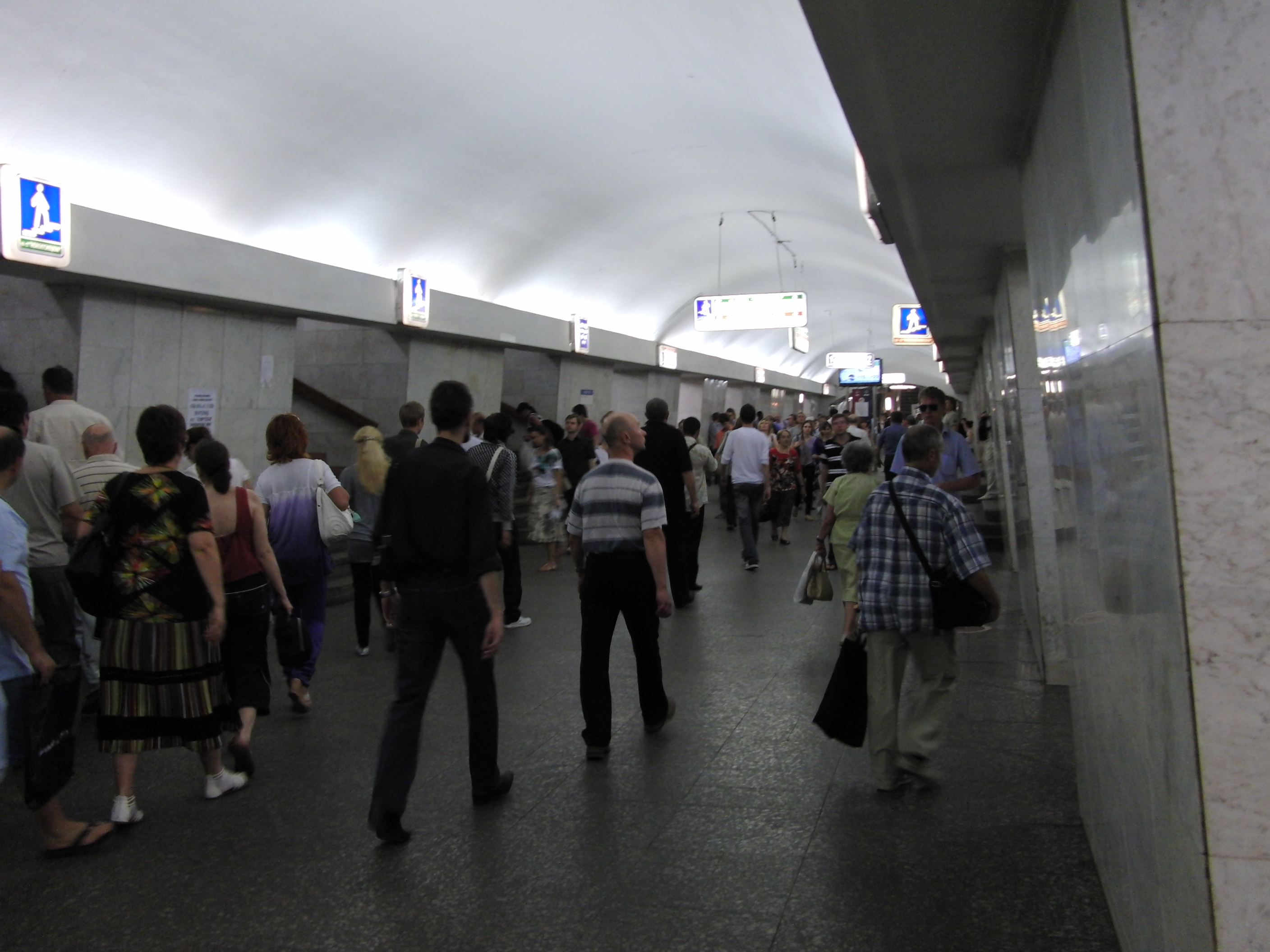
Middenhal
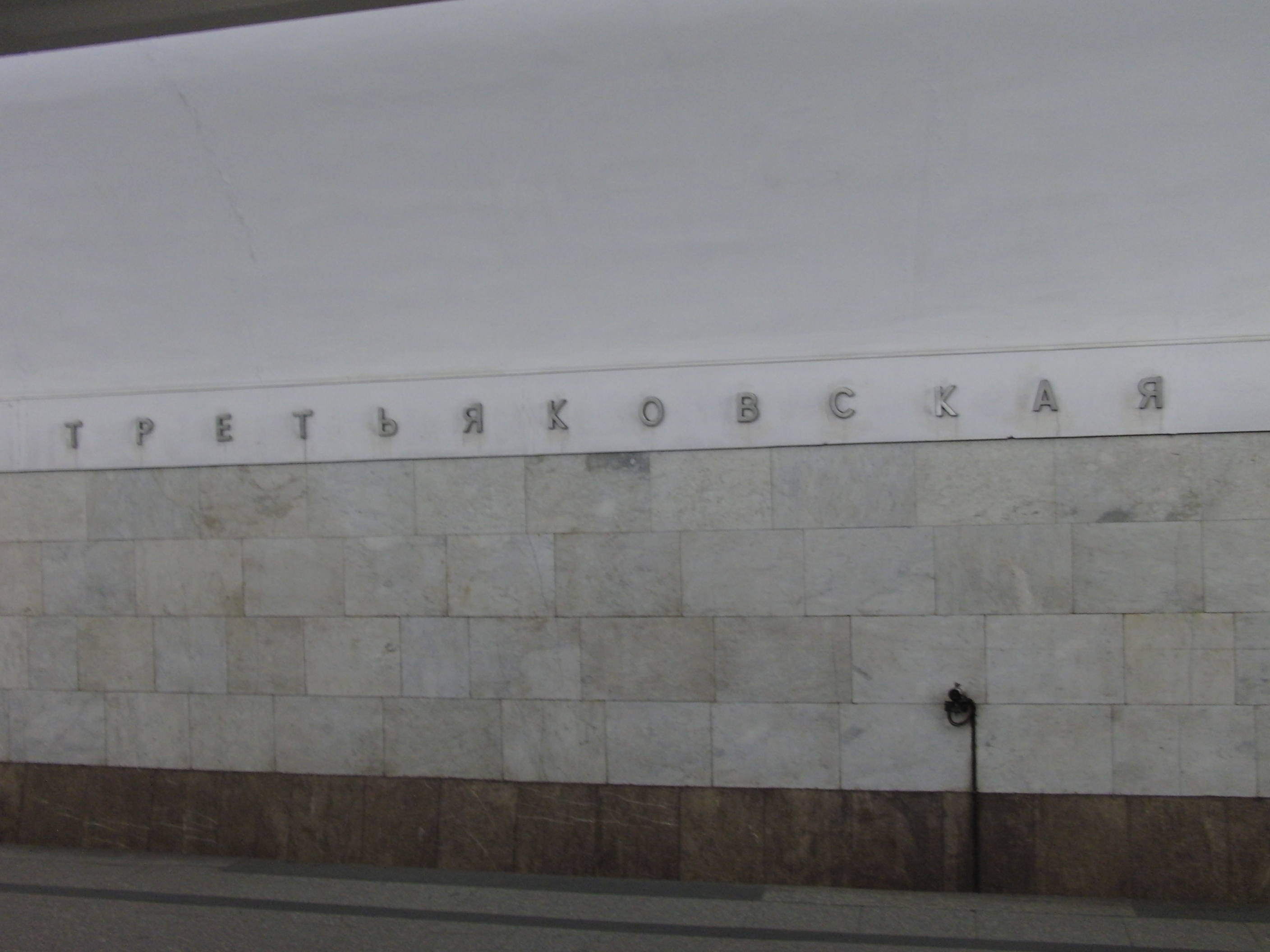
Naam op de tunnelwand
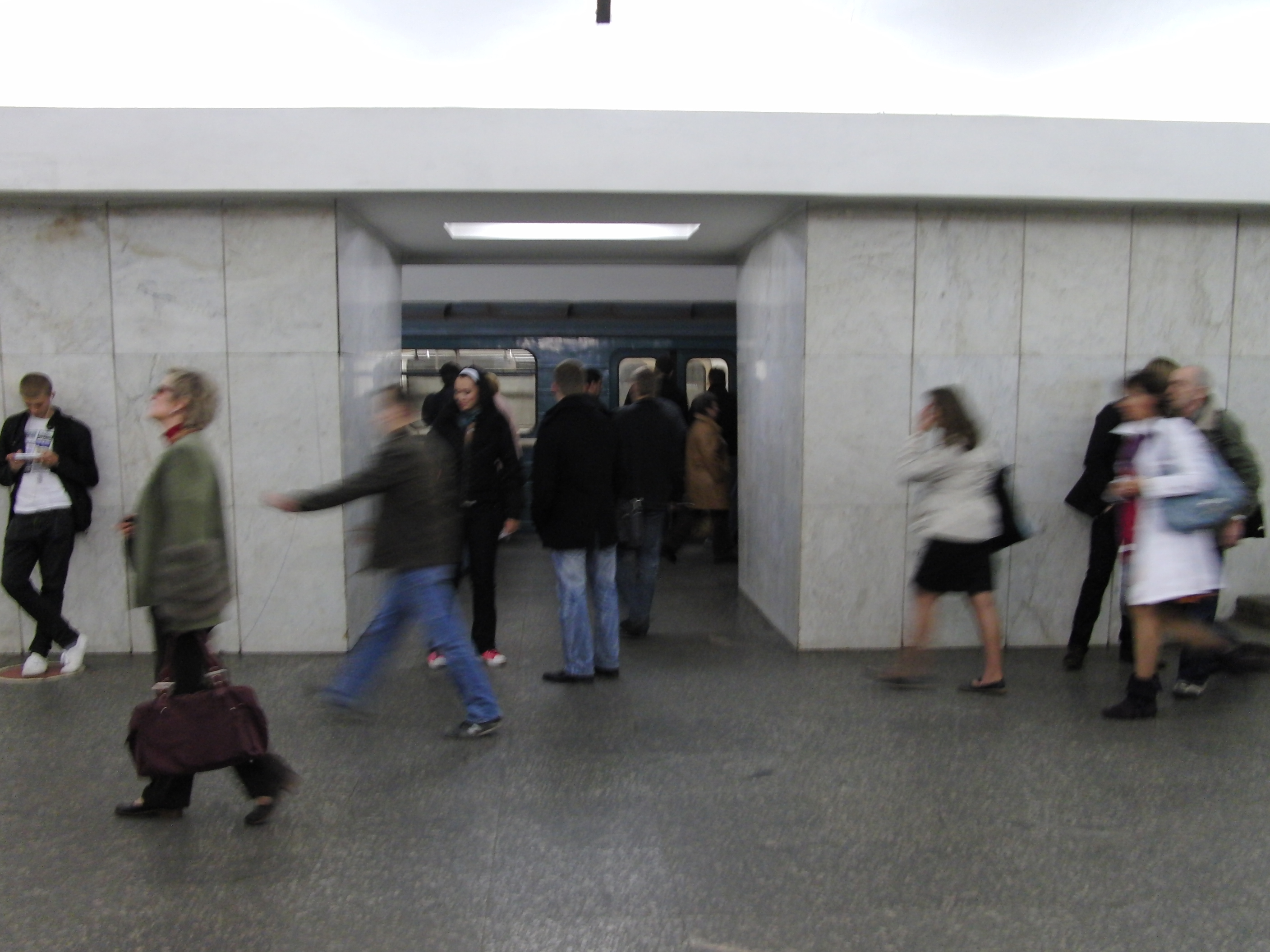
De nissen tussen perron en perronhal